# Івасишен Степан Дмитрович
Степан Дмитрович Івасишен (нар. 10 грудня 1937, Угорники, Івано-Франківська область — пом. 21 квітня 2021, Київ) — український учений-математик. Доктор фізико-математичних наук, професор. Академік-засновник АН ВШ України (1992).

## Біографія
Народився у с. Угорники Івано-Франківської обл. (нині м. Івано-Франківськ). У 1959 р. закінчив Чернівецький університет, у 1963 р. — аспірантуру при цьому університеті. Працював у Чернівецькому університеті (1961—1969, 1988—2003), Київському вищому інженерному радіотехнічному училищі (1969—1980), КДУ ім. Т. Шевченка (1980—1988), Чернівецькій філії Інституту прикладних проблем механіки і математики НАН України (1988—2003). Кандидат (1963), доктор наук (1981), професор (1984). З 2004 р. — професор кафедри математичної фізики НТУУ «КПІ», а з 2005 р. — завідувач цієї кафедри.

## Науковий доробок
Основні наукові результати стосуються теорії параболічних рівнянь із частинними похідними. Автор понад 240 публікацій, серед яких монографії «Линейные граничные задачи» (1987), «Матрицы Грина параболических граничных задач» (1990) і «Analytic methods in the theory of differential and pseudo-differential equations of parabolic type» (Basel-Boston-Berlin: Birkhauser, 2004; співавтори S.D. Eidelman, A.N. Kochubei), 8 статей монографічного характеру і 12 навчальних посібників.
Підготував 13 кандидатів і 2 докторів наук.
Член Українського (з 1995 р.) та Американського (з 1996 р.) наукових математичних товариств, член експертної ради з математики ВАК України, член спеціалізованої ради із захисту дисертацій, член редколегій чотирьох фахових журналів. Заступник голови секції Наукової ради МОН України за напрямом «Математика» (з 2008 р.).
Серед навчальних посібників С. Д. Івасишена виділяються «Лекции по теории дифференциальных уравнений» (1973); «Вища математика» (2004); «Диференціальні рівняння математичної фізики» (2005). Ці посібники впроваджені в навчальну практику вищих навчальних закладів України та мають визнання серед викладачів і студентів. С. Д. Івасишен був серед академіків-засновників Академії наук вищої школи України. Він член Українського (з 1995 р.) та Американського (з 1996 р.) наукових математичних товариств. Степан Дмитрович є членом редколегій чотирьох наукових фахових журналів.
Учні
Лавренчук Володимир Петрович, Кондур Оксана Созонтівна, Дронь Віталій Сильвестрович, Мединський Ігор Павлович, Літовченко Владислав Антонович, Івасюк Галина Петрівна, Возняк Ольга Григорівна, Вільчак Василь Віссаріонович.

## Праці
- Диференціальні рівняння: методи та застосування: навч. Посібник / С. Д. Івасишен, В. П. Лавренчук, П. П. Настасієв, І. І. Дрінь. — Чернівці: Чернівецький нац. ун-т, 2010. — 288 с.
- Characterisatrion of solutions of a class of ultraparabolic equations of the Kolmogorov type / S. D. Ivasyshen, V. V. Layuk // Journal of Mathematical Sciences. — 2011. — Vol. 173, N 4. — P. 341-370.
- Задача Коші для рівняння Фоккера-Планка-Колмогорова багатовимірного нормального марковського процесу / С. Д. Івасишен, Г. С. Пасічник // Мат. методи та фіз. - мех. поля. — 2010. — Т. 53, № 1. — С. 15-22.
- До ювілею Ніни Опанасівни Вірченко / С. Д. Івасишен, П. І. Каленюк, В. О. Пелих, Б. Й. Пташник // Мат. методи та фіз. - мех. поля. — 2010. — Т.53, № 2. — С. 161-164.
- The Fokker-Plank-Kolmogorov equations for some degenerate diffusion processes / S. D. Ivasyshen, I. P. Medynsky // Theory of stochastic processes. — 2010. — V. 16(32), № 1. — P. 57-66.
- Самуїл Давидович Ейдельман — учений, педагог, особистість / С. Д. Івасишен, В. П. Лавренчук // Наук. вісник Чернівецького нац. ун-ту ім.. Юрія Федьковича. Серія: математика: зб. наук. пр. — Т. 1, № 1-2. — Чернівці: Чернівецький нац. ун-т, 2011. — С. 8-12.
- Задача Коші для одного класу вироджених параболічних рівнянь типу Колмогорова з недодатним родом / С. Д. Івасишен, В. А. Літовченко // Укр. мат. журн. — 2010. — Т.62, № 10. — С. 1330-1350.
- Про коректну розв'язність параболічних початкових задач Солонникова-Ейдельмана в узагальнених просторах Соболєва / С. Д. Івасишен, Г. П. Івасюк // Доп. НАН України. — 2010. — № 10. — С. 14-17.
- Параболічні початкові задачі Солоннікова-Ейдельмана / С. Д. Івасишен, Г. П. Івасюк // Вісник Львівського ун-ту. Сер. мех. - мат. — 2011. — Вип. 74. — С. 98-108.
- Про фундаментальні розв'язки задачі Коші для рівнянь Фоккера-Планка-Колмогорова деяких вироджених дифузійних процесів / Івасишен С. Д., Івасюк Г. П. // Математичне та комп'ютерне моделювання. Сер.: фіз. - мат. науки: зб. наук. пр. — Кам'янець-Подільський, 2011. — Вип. 5. — С. 116-126.
- Івасишен С. Д., Лаюк В. В. Фундаментальні розв'язки задачі Коші для деяких вироджених параболічних рівнянь типу Колмогорова // Укр. мат. журн. — 2011. — Т.63, № 11. — С. 1469-1500.
- Деякі властивості розв'язків ультрапараболічних рівнянь типу Колмогорова на необмежених часових інтервалах / С.Івасишен, Івасюк Г.,Фратавчан Т. // Сучасні проблеми механіки та математики: в 3-х т. - Львів: Ін-т прикладних проблем механіки і математики ім. Я. С. Підстригача НАН України, 2013. — Т. 3 — С. 125-127.
- Дослідження та деякі застосування фундаментального розв'язку виродженого параболічного рівняння зі зростаючими коефіцієнтами групи молодших членів / С. Івасишен, Г. Пасічник // Сучасні проблеми механіки та математики: в 3-х т. — Львів: Ін-т прикладних проблем механіки і математики ім. Я. С. Підстригача НАН України, 2013. — Т. 3. — С. 128-129.
- Класичні фундаментальні розв'язки задачі Коші для ультрапараболічних рівнянь типу Колмогорова з двома групами просторових змінних / С. Д. Івасишен, Г. П. Мединський, Збірник праць Ін-ту математики НАН України. — 2016. — т.13. — № 2. — с. 1-48.

## Нагороди
Нагороджений орденом Трудового Червоного Прапора (1971), медаллю «За доблесну працю» (1970), знаком «Відмінник освіти України» (1995). Відзначений Нагородою Ярослава Мудрого АН ВШ України в галузі науки і техніки (2008). Має урядові нагороди, знак «За наукові досягнення» МОНУ (двічі) та медаль Л. І. Лутугіна «За заслуги в розвідці надр України» Державної геологічної служби України (2008), золотий та срібний знаки Українського мінералогічного т-ва, Почесні грамоти МОНУ, Чернівецької Облдержадміністрації та інші.